# Abraxas persuspecta
Abraxas persuspecta är en fjärilsart som beskrevs av Eugen Wehrli 1935. Abraxas persuspecta ingår i släktet Abraxas och familjen mätare. Inga underarter finns listade i Catalogue of Life.